# Оттолайн Лейсер
Оттолайн Лейсер (Henrietta Miriam Ottoline Leyser Day, 7 березня 1965) — британський ботанік, фахівчиня із генетики розвитку рослин, що займається дослідженнями ролі їх гормонів . Професор Кембриджського університету (з 2011) і директорка Sainsbury Laboratory Cambridge University [en] (з 2013). Член Лондонського королівського товариства (2007), іноземний член Національної АН США (2012) і член Леопольдіна (2014 року) .

## Біографія
Народилася в сім'ї істориків Карла (Karl Leyser [en]) і Генрієтти (Henrietta Leyser [en]) Лейсерів. Закінчила з відзнакою кембріджський Ньюхем-коледж (бакалавр генетики, 1986), де навчалася з 1983 року. Серед її викладачів були Джон Гердон і Peter Anthony Lawrence [en]. Ступінь доктора філософії з генетики отримала в тому ж коледжі в 1990 році, займалася там для цього з 1986 року. У 1990—1994 рр. асоційований дослідник в Індіанському університеті (США) і Кембриджі. У 1994—2010 рр. викладач на кафедрі біології Йоркського університету, де досягла посади професора генетики розвитку рослин. З 2011 року на аналогічній посаді в Кембриджському університеті. У 2011—2012 рр. асоційований директор Sainsbury Laboratory Cambridge University [en], з 2013 року — директор.
У 2014—2019 рр. голова British Society for Developmental Biology. У 2009—2015 рр. член Nuffield Council on Bioethics. У 2012—2015 рр. член Ради Лондонського королівського товариства. Член EMBO (2007) і AcademiaNet [de] (2017).
Член редколегії Current Biology.
Автор робіт в Nature. Автор книги «Матері в науці» («Mothers in Science — 64 ways to have it all»).
|                                        | You can very plausibly make an argument that inadequate food supply kills more people than cancer, but the amount of funding going into plant science research is quite low compared with the funding that cancer research receives . |  | Ви можете стверджувати дуже правдоподібно, що недоїдання вбиває більше людей, ніж рак, але обсяг фінансування, яке направляється для наукових досліджень у галузі рослинництва, досить низький у порівнянні з фінансуванням, яке отримують дослідження раку. |  |
| — З інтерв'ю Оттолайн Лейсер 2011 року | |  | |  |

## Нагороди та відзнаки
- Медаль президента Society for Experimental Biology [en] (2000)
- Rosalind Franklin Award [en] Лондонського королівського товариства (2007)
- International Plant Growth Substance Association's Silver Medal (2010)
- Медаль Genetics Society [en] (2016)
- Почесний доктор Норвезького університету природних і технічних наук (2016)
- FEBS / EMBO Women in Science Award (2017)[16]